# AG-56 (Spanje)

De AG-56

De AG-55 of Autovía Santiago de Compostela-Noya (Galicisch: Autovía Santiago de Compostela-Noia ) is een autovía in Galicië en verbindt Santiago de Compostela (de AP-9 in Conxo) met Gundín over een afstand van 12 kilometer. De snelweg moet op termijn doorlopen tot in Noia en zal dan 29 kilometer lang zijn.